# Thio (Neukaledonien)
Thio ist eine Gemeinde in der Südprovinz in Neukaledonien. Die Gemeinde liegt auf der Hauptinsel Grande Terre. Die Orte in der Gemeinde heißen: Grand Borindi, Petit Borindi, Ouindo(?), Les Pétroglyphes, Saint-Jean-Baptiste (Thio), Saint-Joseph (Thio), Saint-Michel (Thio), Saint-Paul (Thio), Saint-Pierre (Thio), Saint-Philippe 1, Saint-Philippe 2, Saint-Roch (Thio) und Thio (Hauptort). Die höchste Erhebung ist der Pic Ningua mit 1343 m.
Vor Saint-Roch befindet sich Île Tupeti, die mit 4,8 km² größte Insel an der Ostküste der Grande Terre und mit 338 m höchste aller vorgelagerten Inseln Neukaledoniens. Sie ist an einer Stelle nur 30 m vom Festland entfernt und fast vollständig von einem Korallenriff umringt. Die Passage kann aufgrund der geringen Wassertiefe jedoch nicht von Schiffen befahren werden.
Thio war lange die „Welthauptstadt des Nickels“. Der Nickelabbau begann in den Minen von Thio 1874 und wird seit 1880 von der Société le Nickel (SNL) betrieben. Die mehr als 15 km lange Werksbahn Nakalé–Thio diente ab 1890 dem Transport von Nickel-Erz, bis Lastwagen ihre Aufgabe übernahmen. Von 1951 bis 1974 wurde das Erz über eine 4 km lange Seilbahn zum Hafen transportiert. Der Weiterbetrieb der Mine wurde jedoch aufgrund von massiven Zerstörungen durch Indépendantisten während der Unruhen 2024 ab Oktober 2024 „auf Eis gelegt“.
Auf dem japanischen Friedhof sind 150 Gräber japanischer Arbeiter zu finden, die von 1892 bis zum Zweiten Weltkrieg in den Minen gearbeitet haben.
Siehe auch: Japanische Kontraktarbeiter in Neukaledonien

## Bevölkerung
| Bevölkerungsentwicklung in Thio | Bevölkerungsentwicklung in Thio | Bevölkerungsentwicklung in Thio | Bevölkerungsentwicklung in Thio | Bevölkerungsentwicklung in Thio | Bevölkerungsentwicklung in Thio | Bevölkerungsentwicklung in Thio | Bevölkerungsentwicklung in Thio | Bevölkerungsentwicklung in Thio | Bevölkerungsentwicklung in Thio | Bevölkerungsentwicklung in Thio | Bevölkerungsentwicklung in Thio |
| ------------------------------- | ------------------------------- | ------------------------------- | ------------------------------- | ------------------------------- | ------------------------------- | ------------------------------- | ------------------------------- | ------------------------------- | ------------------------------- | ------------------------------- | ------------------------------- |
| Einwohner                       | 1776                            | 2253                            | 3176                            | 2894                            | 3019                            | 2368                            | 2614                            | 2743                            | 2629                            | 2643                            | 2524                            |
| Jahr                            | 1956                            | 1963                            | 1969                            | 1976                            | 1983                            | 1989                            | 1996                            | 2004                            | 2009                            | 2014                            | 2019                            |

## Galerie

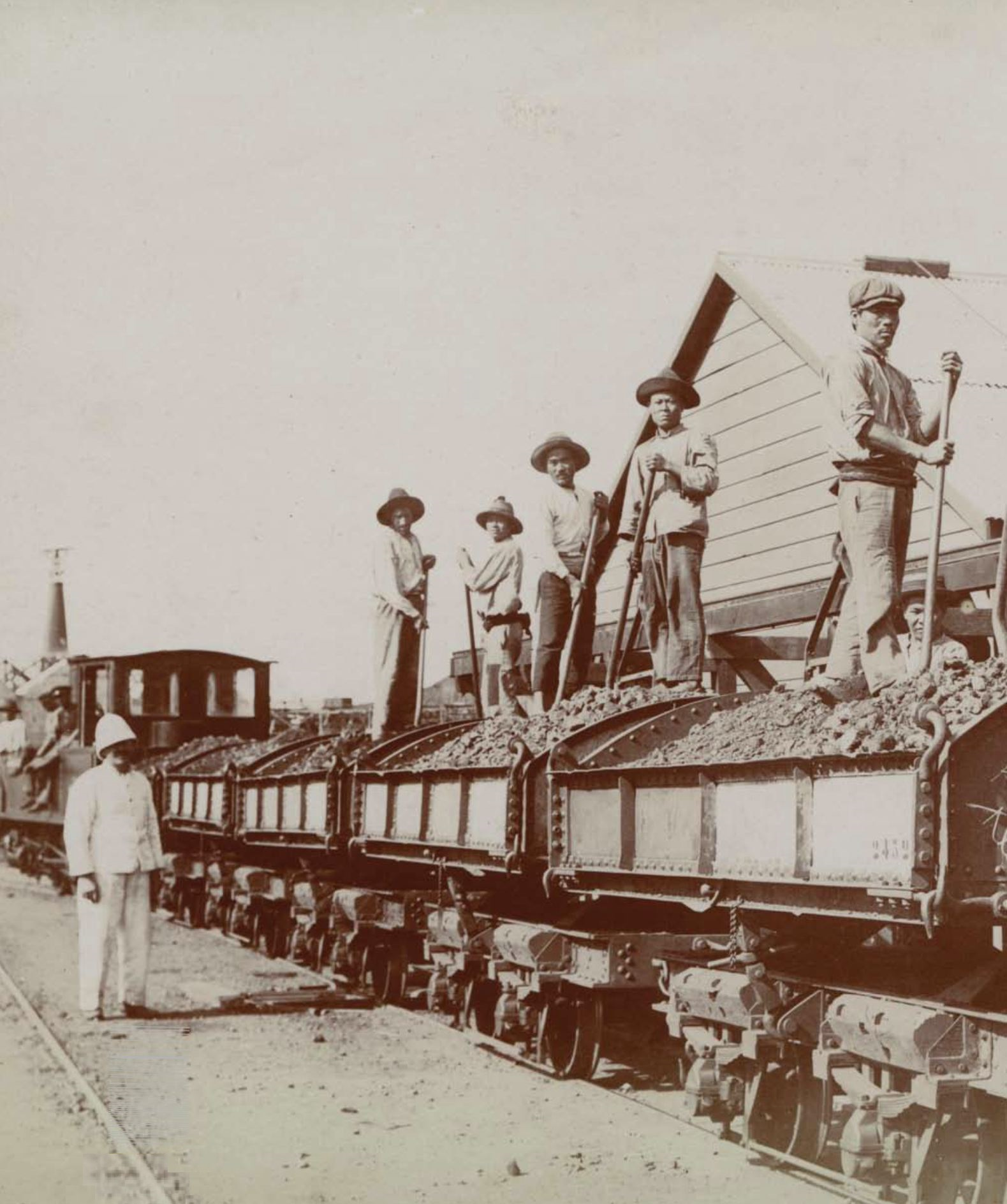
Japanische Arbeiter auf einem Erzzug in Thio (1920)
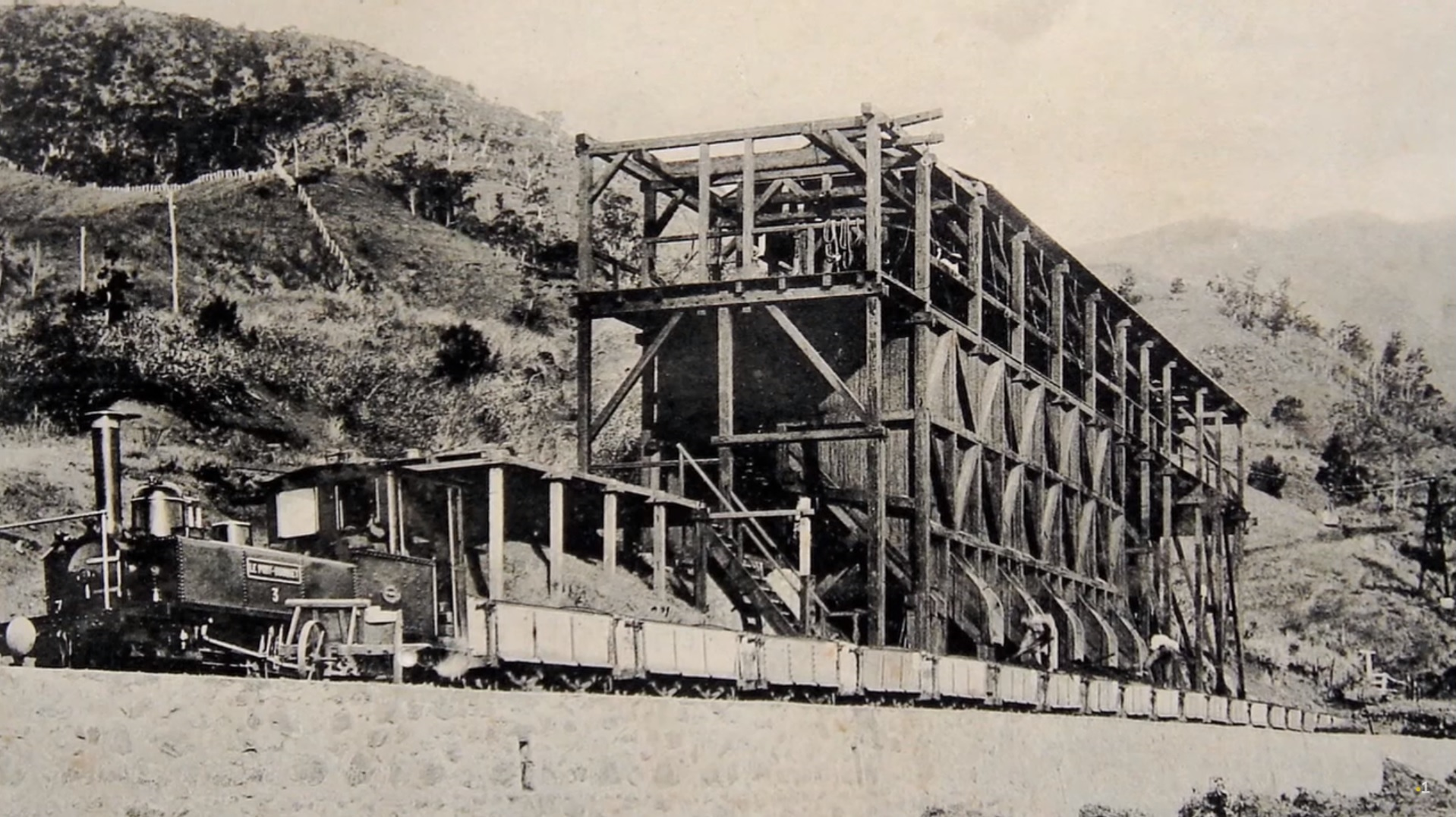
Schüttelvorrichtung von Thio (1910)
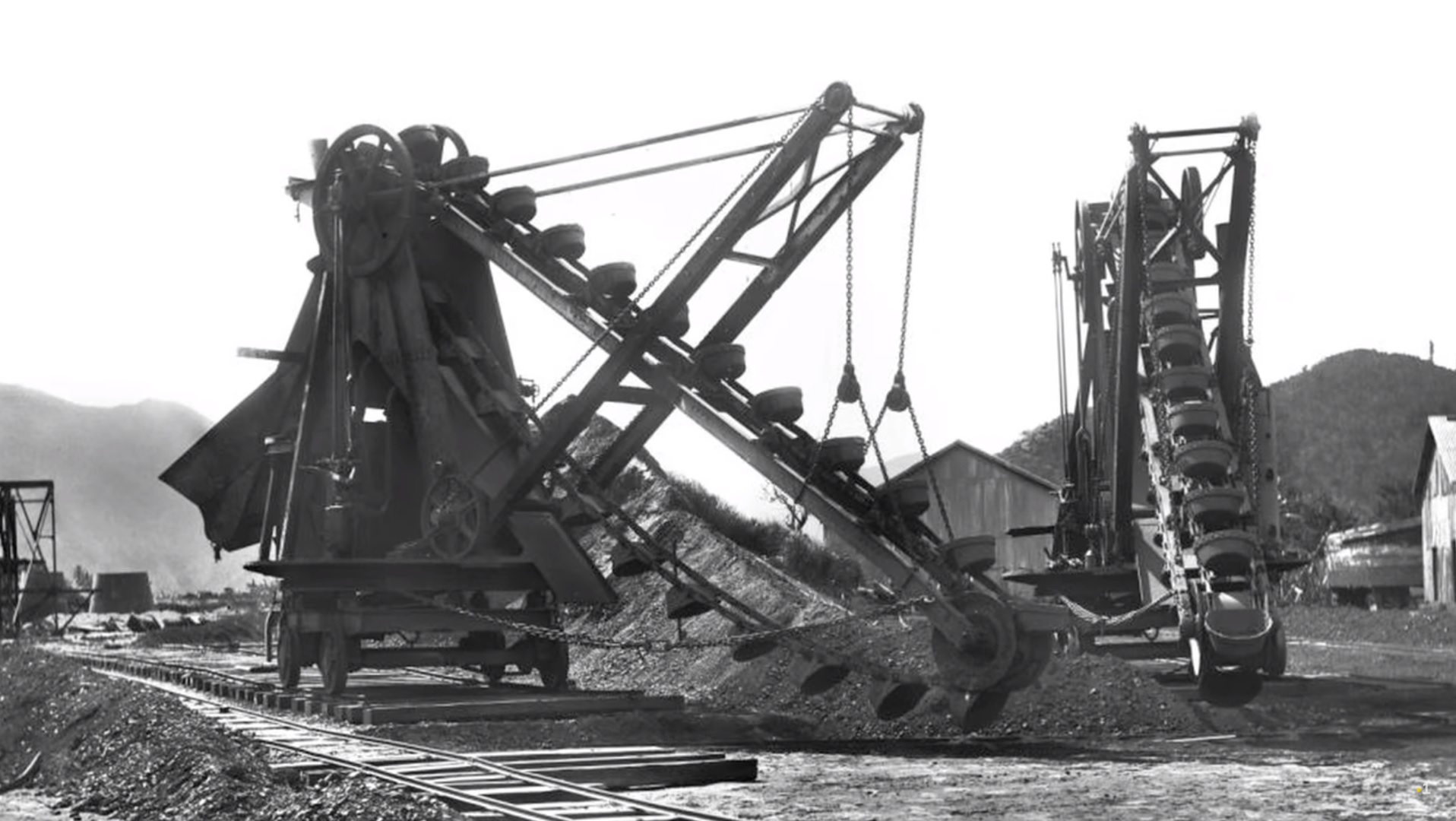
Bagger mit Kettenschöpfrad (1910)
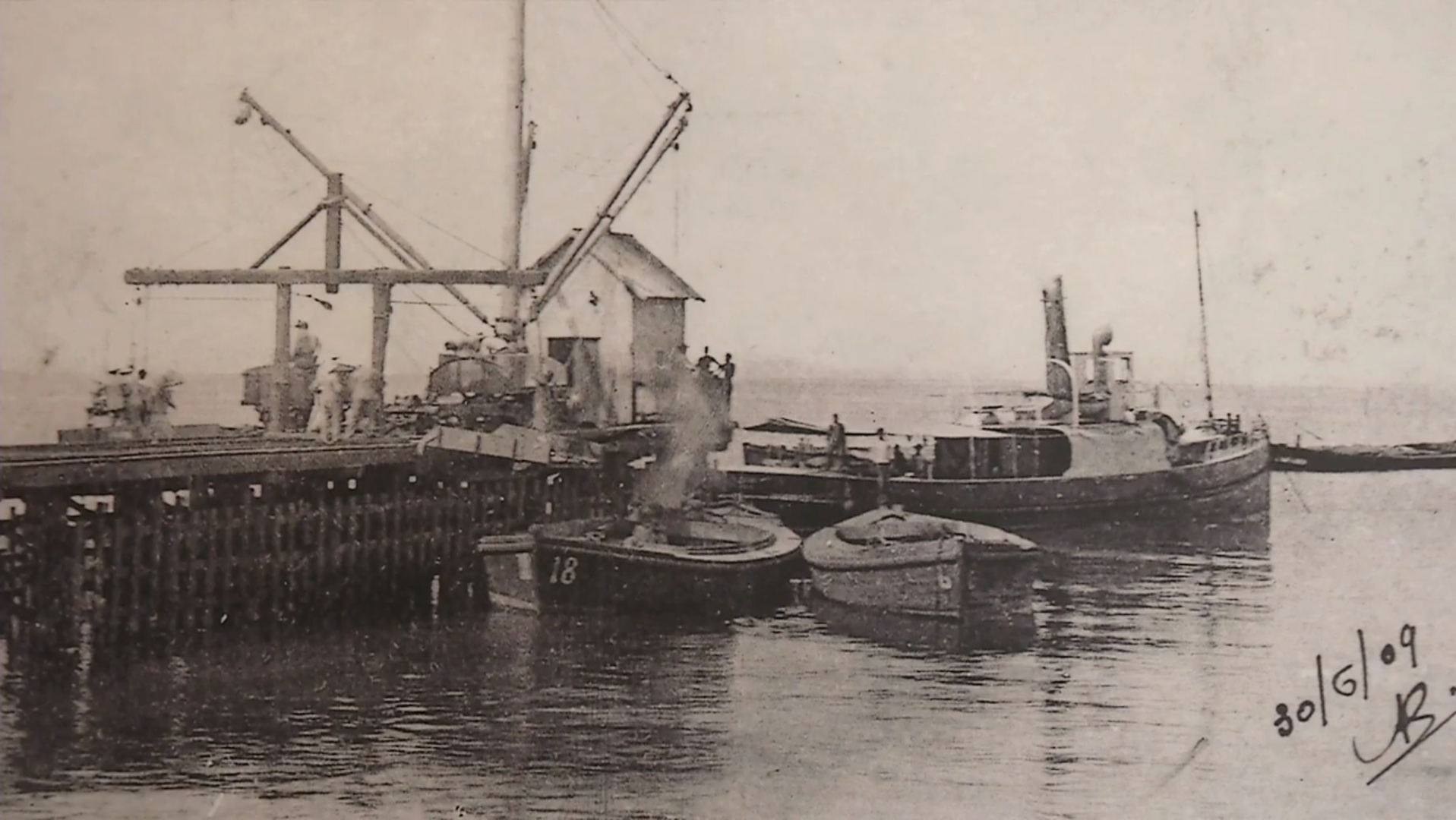
Verladung des Erzes auf Schiffe (1909)